# De Schreeuw

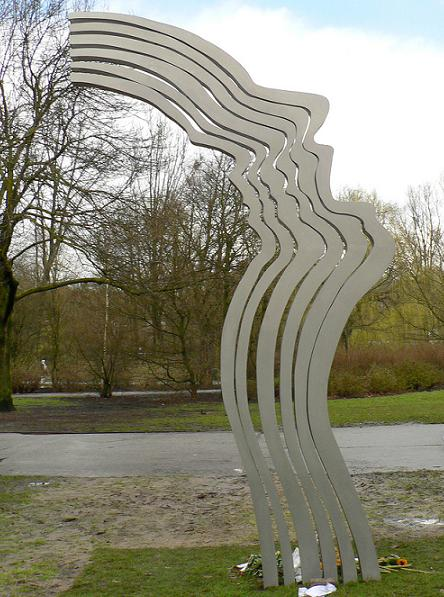
Monumento De Schreeuw (ou O grito).

De Schreeuw é um monumento em memória do cineasta, produtor de televisão, colunista, e controverso formador de opinião, Theo van Gogh. 
O monumento De Schreeuw foi produzido por Jeroen Henneman, e está instalado permanentemente no Oosterpark (espaço público), em Amsterdã, próximo ao local onde Theo van Gogh foi assassinado no dia dois de novembro de 2004 pelo autodeclarado defensor do islã, Mohammed Bouyeri. 
A peça mede quatro metros e meio de altura, foi confeccionado em metal, lembrando o semblante de Theo van Gogh gritando ao alto. De Schreeuw poderia ser traduzido da língua holandesa ao português como O grito. 
Segundo Martin Verbeet, um oficial da administração da cidade de Amsterdã, este monumento representa um forte símbolo em defesa da liberdade de expressão. 